# Кизилорда
Кизилорда (каз. Қызылорда, рус. Кызылорда) је град у Казахстану у Кизилординској области. Према процени из 2010. у граду је живело 195.838 становника.

## Становништво
Према процени, у граду је 2010. живело 195.838 становника.
| 1979.    | 1989.    | 1999.    |
| -------- | -------- | -------- |
| 156.128. | 150.425. | 157.364. |

## Историја
Град је основан од старне кокандских Узбека 1820. Од 1925-1929 био је главни град Казахске републике унутар Совјетског Савеза. Први назив града је био Ак-мечет да би се касније преименовао у Кизилорду, шта на казахском језику значи Црвеноармејск.